# 818-й отдельный разведывательный артиллерийский дивизион
818-й отдельный разведывательный артиллерийский дивизион Резерва Главного Командования — воинское формирование Вооружённых Сил СССР, принимавшее участие в Великой Отечественной войне.
Сокращённое наименование — 818-й орадн РГК. Полевая почта 01067

## История
На основании Постановления ГКО СССР №1525/cc от 2 апреля 1942г. и Приказа войскам ЗакВО №0066 от 11 апреля 1942г.  1 мая 1942г. началось формирование 818 отдельного армейского разведывательного артиллерийского дивизиона с дислокацией г. Гурджаани Грузинской ССР. Личным составом дивизион комплектовался за счёт реорганизации 136, 350 пап, 40 района авиабазирования батальонов аэродромного обслуживания, 488, 530 и 133 миномётных полков.Командный состав прибыл в основном из Рязанского и Одесского артиллерийских училищ .Младший командный состав-специалисты из окружной школы АИР ЗакВО(г. Гурджаани).                 Формирование было завершено 25 июня 1942г..
В действующей армии с 25.06.1942 по 23.11.1943.
В ходе Великой Отечественной войны вёл артиллерийскую разведку в интересах артиллерии соединений  9-й армии,  56-й армии Закавказского и  Северо-Кавказского фронтов.
23 ноября 1943 года  818 орадн расформирован в составе  9-й армии Северо-Кавказского фронта  личный состав дивизиона направлен на укомплектование радн Высшей офицерской артиллерийской штабной школы Красной Армии.

## Состав
- Штаб
- Хозяйственная часть
- батарея звуковой разведки (БЗР)
- батарея топогеодезической разведки (БТР)
- взвод оптической разведки (ВЗОР)
- фотограмметрический взвод (ФГВ)
- артиллерийский метеорологический взвод (АМВ)
- хозяйственный взвод

## Подчинение
| Дата                 | Фронт                   | Армия                | Корпус | Дивизия | Бригада | Примечания |
| -------------------- | ----------------------- | -------------------- | ------ | ------- | ------- | ---------- |
| 25.06.42 -14.08.42г. | Закавказский фронт      | -                    | -      | -       | -       | -          |
| 15.08.42 -4.02.43г.  | Закавказский фронт      | 9-я армия            | -      | -       | -       | -          |
| 4.02.43-23.11.43г    | Северо-Кавказский фронт | 9-я армия 56-я армия | -      | -       | -       | -          |

## Командование дивизиона
Командир дивизиона
- майор, подполковник Попов Александр Николаевич
- майор Заболотный  Михаил Григорьевич

Заместитель командира дивизиона
- майор Мозженко Петр Сергеевич
- майор Семенов Иван Полиевктович

Начальник штаба дивизиона
- капитан Бонкер Станислав Абрамович

Заместитель командира дивизиона по политической части
- капитан Любарев Рудольф Владимирович

Помощник начальника штаба дивизиона
- лейтенант Кульпин Григорий Матвеевич

Помощник командира дивизиона по снабжению
- техник-интендант 1-го ранга Харитонов Афанасий Устинович
- ст. лейтенант Цонда Пётр Васильевич

## Командиры подразделений дивизиона
Командир БЗР
- ст. лейтенант, капитан Чесноков Трофим Трофимович

Командир БТР
- капитан Бельский Михаил Петрович

Командир ВЗОР
- ст. лейтенант Крыжановский Владимир Михайлович

Командир ФГВ
- лейтенант Богаденко Николай Иванович

Командир АМВ
- мл. лейтенант Жолудев Иван Степанович